# Kammschnabelturako
Der Kammschnabelturako (Gallirex johnstoni, Syn.: Ruwenzorornis johnstoni, Musophaga johnstoni), auch Ruwenzoriturako genannt, ist eine Vogelart aus der Familie der Turakos (Musophagidae). Die Art bewohnt Bergwälder im Osten Afrikas und kommt dort nur auf bestimmten Höhenlagen vor.

## Merkmale
Der Kammschnabelturako erreicht ausgewachsen eine Größe von etwa 45 cm und ein Gewicht zwischen 211 und 259 g. Der Körperbau entspricht mit kurzen, abgerundeten Flügeln und einem langen Schwanz dem eines typischen Turakos. Der Schnabel ist sehr kräftig, die obere Mandibel stark abgerundet und deutlich größer als das untere Gegenstück. Die Schnabelwurzel ist sehr hoch und reicht bis zur Stirn. Das Gefieder ist ausgesprochen farbenprächtig und auffällig. Stirn und Haube sind smaragdgrün, das zum Hinterkopf in ein lila Blau übergeht. Im Nacken findet sich ein matt-karmesinroter Fleck. Kinn und Kehle sind schwarz, das jedoch bei entsprechendem Lichteinfall dunkelviolett schimmern kann. Brust und Wangen sind hellgrün, das sich bis in den oberen Rückenbereichs fortsetzt, dort jedoch zunehmend von schwarzen Anteilen durchzogen wird. Der untere Rücken, die Schwanzfedern sowie fast die gesamten Flügel zeigen ein tiefes Blau-violett, das zum Rumpf hin je nach Lichtverhältnissen fast schwarz wirken kann. Die äußeren Arm- und die Handschwingen zeigen hingegen ein kräftiges Karmesinrot mit schwarzen Spitzen. In der Mitte der Brust findet sich ein großer, pfirsichfarbener Fleck. Der Bauch, die Unterschwanzfedern und die befiederten Schenkel sind gräulich gefärbt. Der Schnabel ist von der Basis bis zu den Nasenlöchern blass grau-grün mit sehr feinen rötlichen Tupfern, die den Schnabel aus der Entfernung insgesamt rosa wirken lassen. Von den Nasenlöchern bis zur Spitze ist er allerdings schwarz gefärbt. Die Augen sind nach vorne, hinten und unten von einem unbefiederten, zitronengelben Bereich umgeben, der bei einigen Exemplaren außerdem einen roten Rand aufweist. Die Iris der Augen ist dunkelbraun. Beine und Füße sind grau-schwarz gefärbt. Das Jugendkleid ist bislang unbeschrieben.

## Verbreitung

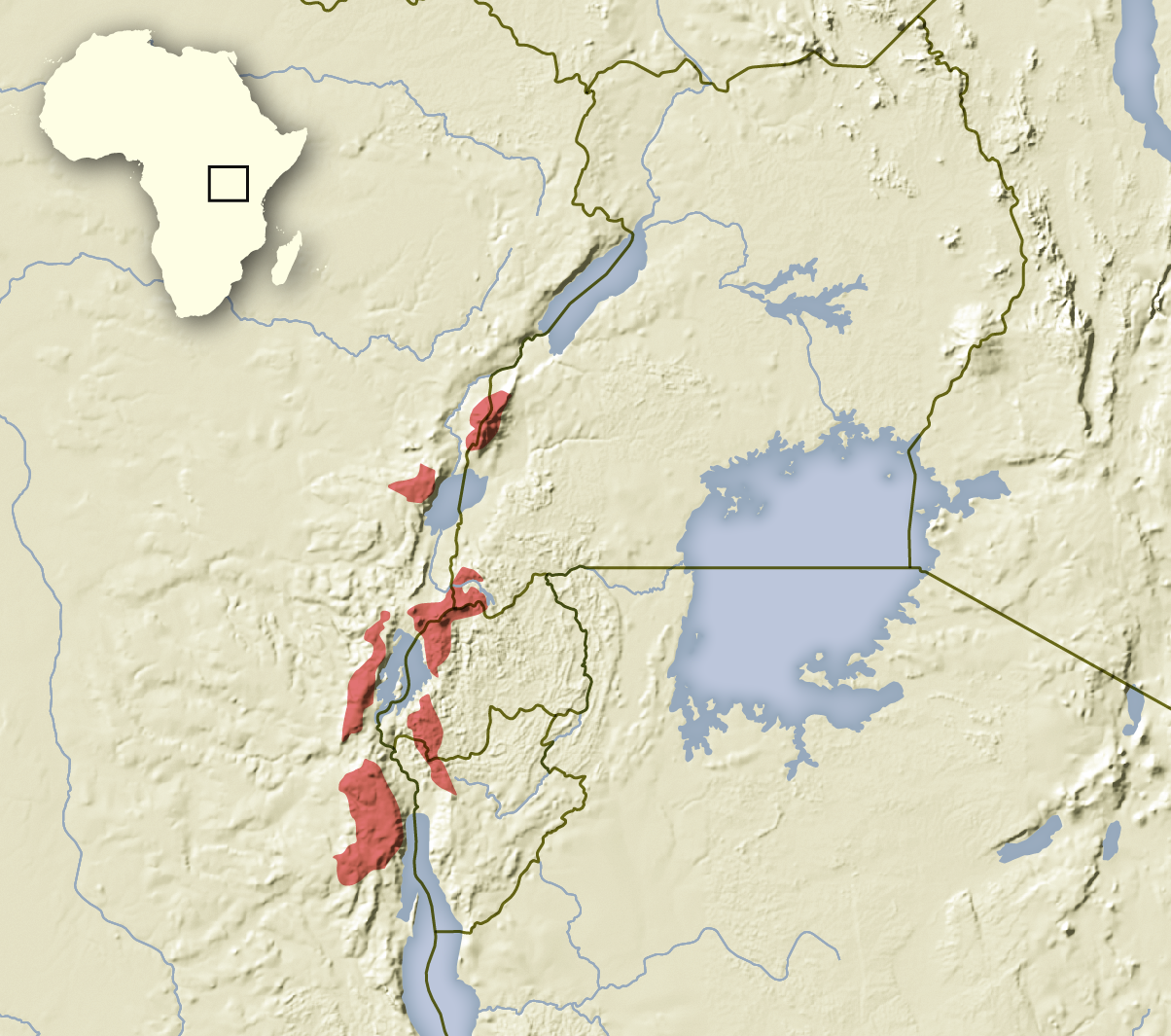
Verbreitungsgebiet des Kammschnabelturakos

Der Kammschnabelturako ist ein endemischer Bewohner der ostafrikanischen Bergwälder im Westlichen Rift in der Grenzregion zwischen der Demokratischen Republik Kongo und Uganda, Ruanda und Burundi. Dort bewohnt die Art Höhenlagen zwischen 1770 und 3700 m. Ein angeblicher Fund eines Vogels auf nur 1200 m Höhe wird mittlerweile als Verwechslung betrachtet. Die Art ist ein Standvogel, zumindest die in Ugandas Rwenzori-Mountains-Nationalpark lebenden Exemplare migrieren allerdings bei besonders starken und anhaltenden Regenfällen in tieferliegende Gebiete.

## Habitat und Lebensweise

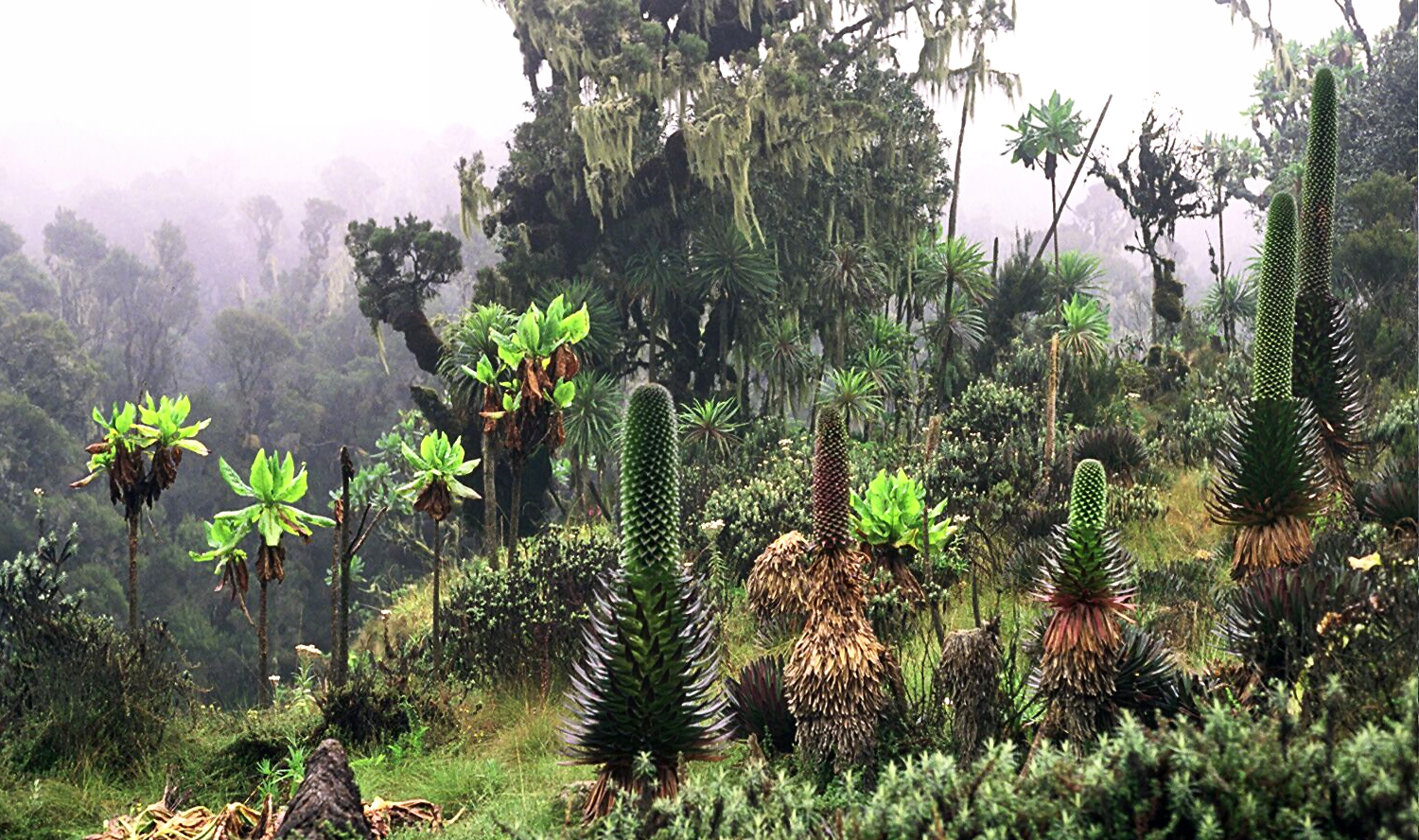
Vegetation im Ruwenzori-Gebirge auf etwa 3700 m Höhe. Diese Höhenlage bildet die ungefähre Grenze des Verbreitungsgebiets des Kammschnabeltrakos.

Die Art bevorzugt dichte Bambushaine sowie von Steineiben (Podocarpus) dominierte Waldgebiete als Lebensraum, wo sie in der Regel in kleinen Gruppen aus circa vier Vögeln angetroffen werden können. Kammschnabelturakos ernähren sich überwiegend von Früchten und Beeren, darunter denen der Gattungen Ficus, Maesa, Olea, Schefflera oder Polyscias. Ergänzt wird der Speiseplan durch Insekten und Schnecken. Darüber hinaus werden saisonal unterschiedliche Mengen an Blättern aufgenommen, die vor allem von Lianen und Epiphyten stammen und über das gesamte Jahr betrachtet etwas mehr als 6 % der gesamten Ernährung ausmachen. Der Ruf des Kammschnabelturakos ist sehr ungewöhnlich und soll eher an das Schreien mancher Affenarten als an den Gesang anderer Turakos erinnern. Er soll wie ein dünnes chk-chk-chk…chkrowng klingen und eine eindeutige Identifizierung der Art ermöglichen. Darüber hinaus ist ein als möglicher Alarmruf interpretiertes chip-ip-ip-ip bekannt. Die Funktion einer weiteren Lautäußerung – eine Abfolge schriller, schneller werdender caw-Laute – ist noch ungeklärt.

## Fortpflanzung
Der Zeitraum der Brutzeit scheint, trotz des eher kleinen Verbreitungsgebiets, regional unterschiedlich zu sein. Am besten erforscht ist das Brutgeschäft in Uganda, wo die Ablage der Eier im Mai stattfindet und offenbar frisch geschlüpfte Nestlinge im Juni und Juli gesichtet wurden. Das Nest ist eine kleine Schale aus trockenen Zweigen, die in etwa drei bis fünf Metern Höhe angelegt wird. Oft wird als Nistplatz ein Klumpen aus eng stehendem Bambus gewählt. Das Aussehen des Nests erinnert allgemein an das einer typischen Taube (Columbidae). In das Nest legt das Weibchen ein bis zwei matte, grau-weiße Eier, die von beiden Altvögeln gleichermaßen bebrütet werden. Ihre Abmessungen liegen bei circa 41,5 × 32,0 mm. Die Nestlinge tragen nach der Geburt zunächst ein Kleid aus weichen, schwärzlichen Daunen, die unbefiederten Bereiche um die Augen sind zunächst blau. Um die Ohröffnungen wachsen zunächst ebenfalls noch keine Federn, stattdessen zeigt sich hier rosafarbene Haut. Der Schnabel ist an der Spitze schwarz, die Basis hingegen rosa. Die Beine entsprechen mit einer grauen Färbung schon der der Adulten.

## Gefährdung
Die IUCN stuft den Kammschnabelturako mit Stand 2016 als „nicht gefährdet“ (Least Concern) ein. Als Hauptgrund für diese Einschätzung wird die scheinbar stabile Bestandsentwicklung der Art angegeben, wobei jedoch keine aktuellen Schätzungen der Populationszahlen verfügbar sind. In ihrem begrenzten Verbreitungsgebiet soll die Art allerdings vergleichsweise häufig anzutreffen sein.

## Systematik
Die Erstbeschreibung des Kammschnabelturakos stammt aus dem Jahr 1901 und geht auf den britischen Zoologen Richard Bowdler Sharpe zurück, der sich dabei auf ein Exemplar aus den Ruwenzori-Bergen stützte. Als wissenschaftlichen Namen vergab Sharpe das Binomen Gallirex johnstoni. Das Artepitheton ehrt zum einen den britischen Afrikaforscher Sir Henry Hamilton Johnston und nimmt zum anderen Bezug auf den Johnston River in Queensland, Australien. 1924 stellte William Lutley Sclater, einem Kommentar des deutschen Ornithologen Oscar Neumann folgend, die Art in eine eigene Gattung Ruwenzorornis. Neumann hatte ausgeführt, dass der Kammschnabelturako sowohl Eigenschaften eines Vertreters der Gattung Gallirex als auch eines der Gattung Musophaga aufweise. Seitdem wechselte die systematische Zuordnung des Kammschnabelturakos wiederholt. Unter anderem betrachteten manche Autoren die Art als zu Musophaga gehörig, während andere Ruwenzorornis weiterhin als gültig ansehen. Moderne phylogenetische Untersuchungen anhand der DNA der Vögel sprechen allerdings dafür, dass der Kammschnabelturako, wie ursprünglich von Sharpe postuliert, am besten in die Gattung Gallirex gestellt werden sollte. Als nächster Verwandter der Art gilt der Glanzhaubenturako (G. porphyreolophus), mit dem er wohl auch eine Superspezies bildet.
Innerhalb der Art werden zumeist zwei, seltener auch drei Unterarten als gültig betrachtet, deren Verbreitungsgebiete durch Abschnitte zu tief liegenden, ungeeigneten Habitats räumlich voneinander getrennt sind. Als wichtigstes Unterscheidungsmerkmal der einzelnen Formen dient der Grad der Befiederung im Gesichtsbereich. Im Folgenden sind die Unterarten gemäß Louette et al. (2000) dargestellt:
- G. j. johnstoni Sharpe, 1901 – Die Nominatform bewohnt die Ruwenzori-Berge in der Demokratischen Republik Kongo und Uganda.
- G. j. kivuensis Neumann, 1908 – Kommt an den Hängen der übrigen Berge mit geeignetem Habitat in Kongos Kivu-Region sowie im Westen Ruandas und Burundis und möglicherweise im äußersten Südwesten Ugandas vor. Unterscheidet sich durch einen vollständig befiederten Gesichtsbereich von der Nominatform.
- G. j. bredoi Verheyen, 1947 – Hänge des Mount Kabobo im Norden der kongolesischen Provinz Tanganyika. Besitzt unbefiederte Stellen rund um die Augen, allerdings mit kürzerer Haube, kleinerem Schnabel und größerem, pfirsichfarbenem Fleck an der Brust als G. j. johnstoni. Die dunklen Bereiche des Gefieders glänzen zudem stärker lilafarben. Wird trotz dieser Unterschiede häufig mit der Nominatform synonymisiert.